# Girlfriend (låt av Pebbles)
Girlfriend är en låt framförd av Pebbles, inspelad till hennes självbetitlade debutalbum (1987). Den skrevs och producerades av duon Kenneth "Babyface" Edmonds och L.A. Reid. Låten tillhörde ursprungligen Vanessa Williams, men Pebbles charmade Reid och Edmonds och erbjöd därtill mer betalt och ett tidigare utgivningsdatum än Williams och fick den istället. MCA Records skickade "Girlfriend" till amerikansk R&B-radio (urban contemporary) den 23 oktober 1987 som huvudsingel från Pebbles. Den släpptes till popradio (contemporary hit radio) 5 februari 1988. Låten erbjöds kommersiellt på ett flertal format, däribland på 7" och 12" vinyl samt på kassettband.
"Girlfriend" är en R&B- och danspoplåt som innefattar en fusion av hiphop-beats med samtida soulmusik. Låten gjorde Pebbles till en av frontfigurerna för den under 1980-talet växande subgenren New jack swing. Texten har beskrivits som en "kvinnohymn" i vilken Pebbles råder en väninna att dumpa sin lögnaktiga och otrogna pojkvän som bara behandlar henne illa. Efter utgivningen mottog "Girlfriend" positiv kritik av musikjournalister. Slant Magazine lyfte fram låten som en av Babyface' bästa i hans musikkarriär. Pebbles nominerades till en Grammy Award i kategorin Best Female R&B Vocal Performance 1988 samt en American Music Award i kategorin Favorite Soul/R&B Single 1989.
Kommersiellt toppade "Girlfriend" Cash Box' R&B-singellista Top B/C Singles i fyra sammanhängande veckor och Billboards Hot Black Singles i två veckor under första kvartalet av 1988. På poplistan Billboard Hot 100 blev låten en topp-fem hit. När Billboard sammanställde sin lista över de mest framgångsrika R&B-singlarna 1988 var "Girlfriend" årets mest framgångsrika musikutgivning av en kvinnlig musiker. Internationellt blev den Pebbles framgångsrikaste musikutgivning i karriären med topp-tio positioner i Storbritannien, Irland och Japan samt topp-fyrtio noteringar i flera andra länder. Den är en av Pebbles tre musikutgivningar att rankas i Rock Song Index: The 7500 Most Important Songs for the Rock and Roll Era (2005) av musikjournalisten Bruce Pollack.

## Bakgrund

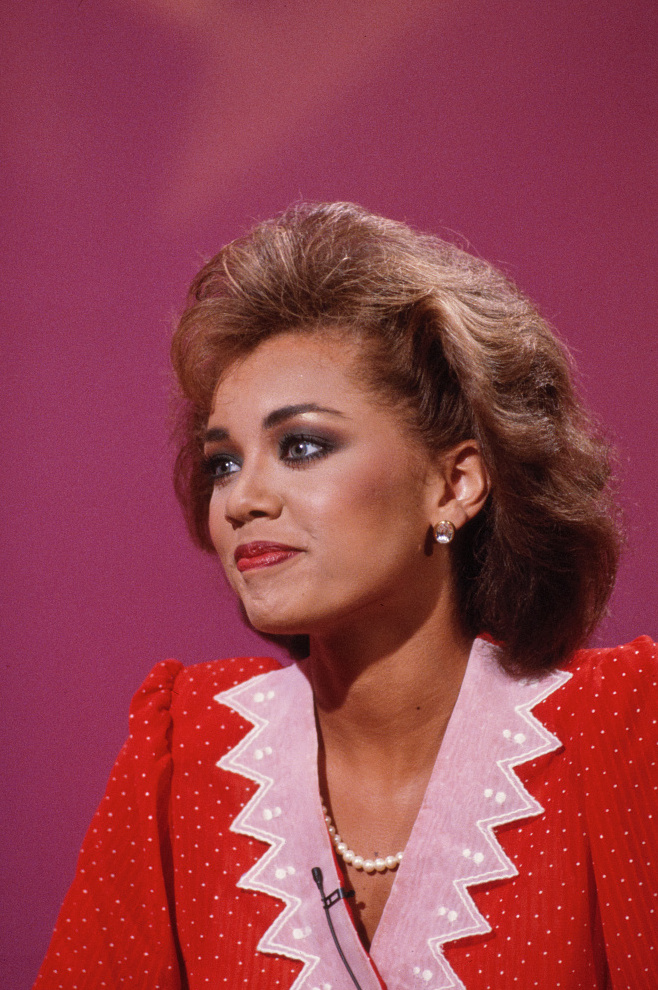
Vanessa Williams (på bilden) som ursprungligen skulle ha framfört "Girlfriend".

Mot andra hälften av 1980-talet hade låtskrivar- och produktionsduon Babyface och L.A. Reid rönt stora framgångar i hemlandet USA och skapat hits åt bland annat Dynasty, The Whispers och Shalamar. 1987, under ett möte med MCA Records-chefen Cheryl Dickerson, frågade skivbolaget vilka artister Babyface och Reid ville jobba med härnäst. Duon uttryckte intresse för Mac Band, Bobby Brown, The Boys och Pebbles. Samtidigt letade den tidigare Miss America-modellen Vanessa Williams efter producenter till hennes debutalbum The Right Stuff (1988). Williams, tillsammans med sin make och manager, träffade Reid och Babyface i Reids lägenhet. Duon spelade en nyskapad låt med titeln "Girlfriend" och med en handskakning bestämdes det att Williams och hennes team skulle köpa låten för 12 000 dollar.
Fyra dagar efter mötet med Williams bjöd Dickerson Reid och Babyface att träffa Pebbles i en inspelningsstudio där hon färdigställde sitt självbetitlade debutalbum. Dickerson förvarnade dock: "Projektet är inte tillgängligt för er. Ni kan inte jobba på det. Hon har redan tillräckligt många låtar och är i princip klar." Trots förvarningen bestämde sig Babyface och Reid att besöka Pebbles. Duon uppgav i en intervju med Billboard-journalisten och författaren Adam White att de blev imponerade när det visade sig att Pebbles själv hade kommandot i inspelningsstudion. Reid sade:

"Mitt initiala intryck av Pebbles var att hon var begåvad. Jag klev in i studion och hon producerade sitt eget album, själv. Hon satt där med en ljudtekniker och jag sade: 'vart är din producent?' och hon svarade: 'jag gissar att det är jag'. När jag hörde hennes röst tyckte jag att det fanns något där. Jag är stolt över att ha förmågan att kunna hitta nästa stjärna. När jag hörde hennes röst tänkte jag: 'okej, här är en. Den här tjejen kommer bli stor."

Om träffen med Pebbles berättade Babyface: "Hon var så självsäker och vi fick intrycket att hon var rik för hon bjöd på champagne och massa frukter i inspelningsstudion— inte ens vi hade det i vår studio. Vi tittade på henne och tänkte 'Wow, hon är redan en kändis' och sedan spelade hon 'Mercedes Boy' och den var riktigt bra. Medan hon spelade musiken och pratade med oss tänkte jag på 'Girlfriend', som egentligen inte var skriven till någon specifik. Jag sade till L.A: 'hon är 'Girlfriend'. Reid svarade: 'ja, men vi har ju redan gett den till Vanessa' och jag svarade: 'ja, men den här låten tillhör [Pebbles]'." Reid och Babyface beslutade sig för att spela "Girlfriend" för Pebbles. Hon insåg snabbt att låten skulle bli en stor hit och undrade hur mycket Williams tänkte betala för den. Reid var tveksam till att ge bort en redan bortlovad låt men gav med sig när Pebbles erbjöd sig att betala 5 000 mer än Williams och dessutom skänka två lyxbilar till honom. I en intervju med Dennis Hunt från Los Angeles Times kommenterade Pebbles: 

"Mitt album var redan klart, men jag ville desperat ha den låten. Jag var tvungen att ha den. Jag hade en stark känsla. Jag erbjöd en bättre deal. En av de främsta anledningarna att jag fick den var att mitt album skulle ges ut långt tidigare än Vanessas och [producenterna] ville få ut låten på marknaden så fort som möjligt. Om jag vill ha något ser jag till att få det. [Musikbranschen] är tuff och man måste vara påstridig annars får man snabbt slut på pengar. I kärlek och musik är allt tillåtet."

Williams förargades och sade upp kontakten med Reid, trots att han och Babyface initialt skulle ha skapat flera låtar till hennes album. Babyface kommenterade i en intervju: "Jag har alltid haft åsikten att låten går först och att den ska till den artist den passar bäst. Hon [Pebbles] var 'Girlfriend'. Så vi bestämde oss för att dra tillbaka erbjudandet [till Williams]. L.A. började dejta Pebbles så uppfattningen var att det var därför hon fick låten istället. Men i själva verket var det mitt fel. Jag tar på mig skulden. Men det var rätt beslut."

## Inspelning och komposition
Pebbles fattade tycke för låten då den var skriven av Edmonds ur ett kvinnligt perspektiv och beskrev något hon själv gått igenom. Edmonds sade: "Den infallsvinkeln använder jag alltid. Att förmedla hur män beter sig och hur kvinnor tänker och sedan kunna beskriva det i text." Reid beskrev språkbruket i texten som "väldigt trendmedvetet" och den tog inspiration från rapmusik. Enligt Edmonds drog inspelningen av "Girlfriend" ut på tiden då Reid blev förälskad i Pebbles. I en intervju med Billboard 1993 svarade Reid: "Ja, det är möjligt. Jag blev definitivt djupt förälskad, det var oundvikligt. Jag tycker det gick väldigt bra alltihopa. Här är vi sex år senare och fortfarande tillsammans."
"Girlfriend" klassas som en R&B- och danspoplåt. Singelversionen har en total speltid på fyra minuter och 16 sekunder (4:16). Den är skriven i tonarten d-moll och utgår från 118 taktslag per minut. Produktionen innefattar även en fusion av hiphop-beats med samtida soulmusik och var därmed en inlaga i den nya subgenren New jack swing. Den utgörs av en kraftig basgång som förvrängts och stränginstrument. Los Angeles Times beskrev kompositionen som "flashig" och "fylld med attityd". Dansremixen eliminerade originalets framträdande strängar.
Texten i "Girlfriend" beskriver hur Pebbles råder sin väninna att dumpa dennes lögnaktiga pojkvän som bara ger henne smärta och lidande. Brittiska tidskriften Classic Pop Magazine beskrev hennes sångframförande som rättframt och cyniskt. Hon sjunger: "Girlfriend, how could you let him treat you so bad/ Don't you know you were the best he ever had?". Hon fortsätter sedan med att klargöra: "He's just a canine running 'round in heat". Frasen "canine" refererar till slanguttrycket "dog" (hund på svenska) som kan användas för att beskriva en otrogen eller lösaktig man. Michele Johnson från Classic Rock History beskrev "Girlfriend" som en "kvinnohymn" 2022 och fortsatte: "Hon håller sin väninnas hand medan hon berättar varför han är ett dåligt val. [Pebbles] undrar hur hennes vän kan gå med på att bli behandlad så illa. Hon ifrågasätter utan att trycka ner henne. Återigen levererade [Babyface och Reid] en låt som beskrev kvinnors förehavande. De lyckades skriva en hymn för kvinnor trots att de själva var män. Trots att texten skrevs för länge sedan håller den än idag. Vänner fortsätter att hjälpa och stötta varandra när de befinner sig i dåliga situationer."

## Utgivning och marknadsföring
Efter färdigställandet av "Girlfriend" hade Pebbles initialt svårt att få MCA att gå med på att inkludera låten på albumet då det redan var färdigställt. Hon lyckades till sist få igenom inkluderingen och att även ge ut den som huvudsingeln från albumet. MCA skickade "Girlfriend" till radiostationer som spelade formatet urban contemporary den 23 oktober. Veckan efter blev den en av veckans mest tillagda musiksinglar i R&B-stationers spellistor ("most added"). Den 13 november rapporterade Radio & Records att låten var veckans tredje mest populära nya singelutgivning efter Michael Jacksons "The Way You Make Me Feel" och Gladys Knight & The Pips' "Love Overboard". Den släpptes till amerikansk popradio (contemporary hit radio) den 5 februari 1988. Pebbles framförde låten live i flera sammanhang. Den 4 mars framförde hon den i TV-programmet Top of the Pops.
Musikvideon till "Girlfriend" producerades av Francie Moore och regisserades av Ian Fletcher. Efter färdigställandet var Pebbles dock inte nöjd med slutprodukten varpå hon själv finansierade en genomgående omarbetning av den. I en intervju med en svensk musikjournalist i Stockholm sade hon: "Jag måste vara ärlig och tänker inte skräda orden. Jag gillade den inte alls, gillade inte produktionsbolaget. Jag gillade ingenting med den. Så när jag fick den så tog jag mina egna pengar och redigerade den som jag själv ville ha den. Den är okej nu, jag hade fortfarande velat ha en bättre video. [Musikvideoinspelningen] var en katastrof- det är väldigt svårt när du måste umgås i över 10 timmar med folk du inte gillar och dom inte gillar dig. Du vet att dom bara är där för att tjäna pengar och egentligen inte bryr sig om dig alls." Videon hade premiär på BET den 28 november medan versionen till radioremixen visades första gången den 6 februari 1988.

## Mottagande

### Kritikers respons

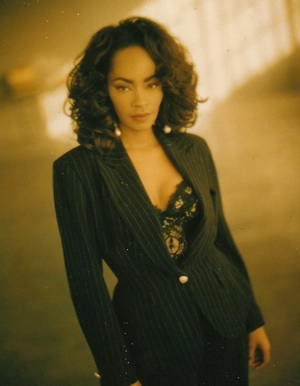
Allmusic jämförde "Girlfriend" med musik utgiven av samtida R&B-sångerskan Jody Watley (på bilden).

Cash Box kommenterade: "[Pebbles] glänser på det här elegant producerade och soulfyllda dansnumret. Se hur svart radio genast kommer anamma den, tätt följt av [popradio]." Den amerikanska musikjournalisten James Hamilton skrev: "Perri McKissack brukade sjunga tillsammans med jazzartisten Bill Summers men hennes första smash som solosångare är en bubblig, pigg bit pop i 118¼bpm med barocksträngar." Jose F. Promis från Allmusic ansåg att "Girlfriend bar vidare Jody Watley-traditionen med hårda, urbana, dansbeats och dramatisk text." Promis noterade: "'Girlfriend' var en tidig hit för Babyface som låtskrivare och liksom hans samtida arbete med Karyn White, innefattade en slags jordnära råhet som försvann på hans senare glansiga vuxenpop-kompositioner."
2013 rankade Slant Magazine "Girlfriend" på plats 11 på deras lista över Babyface' 15 bästa låtar i karriären. Recensenten skrev: "Babyface krönte Bobby Brown och Toni Braxton till hans kung och drottning, men Pebbles, i åtminstone några år innan hennes olyckliga vägval till att bli manager bakom kulisserna, var hans Disneyprinsessa. Måhända, en misstrogen, manstvivlande version som vill att Ariel och Belle ska veta att deras prinsar inte går att lita på. Inte en, inte två, utan åtminstone tre av hennes låtar är några av Babyface' mest framträdande, paranoida anti-kärleks-dängor." Recensenten ansåg att Pebbles hårda framtoning i låten endast kunde matchas av de lika hårdhänta syntarna i produktionen. 2022 rankade Michele Johnson "Girlfriend" på fjärdeplats i hennes lista över Pebbles bästa låtar i karriären. Johnson ansåg att valet att låta Pebbles framföra låten istället för Williams var rätt. Hon skrev: "Pebbles har förmågan att få dig intresserad av låten. Hennes sångframförande är fängslande."

### Utmärkelser
1988, vid den 31:a Grammy Awards-upplagan, var Pebbles nominerad i kategorin Best Female Vocal Performance, Female (bästa kvinnliga sånginsats i kategorin R&B) med "Girlfriend". Hon förlorade utmärkelsen till Anita Baker och hennes "Giving You the Best That I Got" (1987). 1989 var Pebbles nominerad till en American Music Award i kategorin Favorite Soul/R&B Single. Hon förlorade utmärkelsen till Freddie Jackson och hans "Nice 'n' Slow" (1988).
| År   | Ceremoni              | Kategori                                  | Mottagare    | Resultat  |
| ---- | --------------------- | ----------------------------------------- | ------------ | --------- |
| 1988 | Grammy Awards         | Best Female R&B Vocal Performance, Female | "Girlfriend" | Nominerad |
| 1989 | American Music Awards | Favorite Soul/R&B Single                  | "Girlfriend" | Nominerad |

### Kommersiell respons

#### USA och Kanada
Pebbles ansåg att låtens framgångar kunde härledas till bra management samt det varma mottagande på afroamerikansk radio och hennes exponering i TV-program som Video Soul och Soul Train vilket skapat ett sug bland afroamerikanska musikkonsumenter. I en intervju med Black Radio Exclusive kommenterade hon: "Jag visste att låten hade potential och ville såklart få den typ av respons vi fått. Jag visste att om vi spelade korten rätt så skulle det gå bra." På R&B-topplistan Top B/C Singles sammansatt av Cash Box gick "Girlfriend" in på plats 71 den 7 november 1987. Den 12 december nådde den topp-tjugo och två veckor senare topp-tio. Den 6 februari toppade "Girlfriend" listan och behöll placeringen i fyra veckor. Den toppade även tidningens dansmusiklista 12" Dance Singles den 26 mars. På poplistan Cash Box Top 100 Singles nådde låten som högst sjätteplatsen den 23 april. I den konkurrerande musiktidningen Billboard blev "Girlfriend" också en hit. Den nådde topp-tjugo på Hot Black Singles den 9 januari 1988 och topp-tio den 23 januari 1988. Den 20 februari toppade "Girlfriend" listan och behöll placeringen i ytterligare en vecka. På den prestigefyllda poplistan Billboard Hot 100 gick "Girlfriend" in på plats 74 den 30 januari. Den nådde topp-tio på listan den 2 april och femteplatsen den 16 april, vilket blev dess topposition på listan.

#### Övriga musikmarknader
På övriga musikmarknader hade "Girlfriend" varierande framgångar. I Japan gick "Girlfriend" in på plats 74 på landets officiella singellista Japan Hot 100 sammansatt av Billboard den 25 januari 1988. Den 25 mars samma år nådde den femteplatsen på listan vilket blev dess topposition. I Europa gick låten in på plats 93 på singellistan Eurochart Hot 100 den 9 april 1988. I sin tredje vecka på listan hoppade "Girlfriend" till plats 38 och nådde topp-trettio veckan efter. I Storbritannien gick "Girlfriend" in på UK Singles Chart den 19 mars 1988. Följande vecka nådde den åttondeplatsen, vilket blev dess topposition. I landet blev låten Pebbles enda hit då uppföljaren "Mercedes Boy" precis missade topp-40 och istället stannade på plats 42. För Babyface och Reid blev "Girlfriend" den första i raden av hitsinglar som musikproducenter.

## Arv
Baserat på försäljning av singelskivor och antal radiospelningar var "Girlfriend" den framgångsrikaste musikutgivningen av en kvinnlig musiker på R&B-marknaden 1988 enligt Billboard. Den är en av Pebbles tre musikutgivningar att rankas i Rock Song Index: The 7500 Most Important Songs for the Rock and Roll Era (2005) av musikjournalisten Bruce Pollack. 2017 skrev webbplatsen Albumism att "Girlfriend" och Pebbles hjälpte definiera 1980-talet inom R&B och New jack swing.

## Topplistor
| Lista (1988)                             | Topplacering |
| ---------------------------------------- | ------------ |
| Australien (Kent Music Report)           | 86           |
| Belgien (Ultratop 50 Flandern)           | 33           |
| Europa Eurochart Hot 100 (Music & Media) | 28           |
| Japan (Japan Hot 100)                    | 5            |
| Kanada RPM 100 Singles                   | 17           |
| Storbritannien UK Singles Chart (OCC)    | 8            |
| USA Billboard Hot 100                    | 5            |
| USA Hot Black Singles (Billboard)        | 1            |
| USA 12-Inch Singles Sales (Billboard)    | 1            |
| USA Cash Box Top 100 Singles             | 6            |
| USA Top B/C Singles (Cash Box)           | 1            |
| USA 12" Dance Singles (Cash Box)         | 1            |
| USA CHR (Radio & Records)                | 6            |
| USA Urban Contemporary (Radio & Records) | 2            |

| Lista (1988)                         | Topplacering |
| ------------------------------------ | ------------ |
| USA Top 100 (Billboard)              | 60           |
| USA Top 50 Black Singles (Billboard) | 2            |

## Utgivningshistorik
| Land | Datum           | Utgåva               | Format                         | Skivbolag | Ref.   |
| ---- | --------------- | -------------------- | ------------------------------ | --------- | ------ |
| USA  | 23 oktober 1987 | Single Remix Version | Radio (urban contemporary)     | MCA       | [ 11 ] |
| USA  | 24 oktober 1987 | Extended Version     | 12"-vinylskiva                 | MCA       | [ 57 ] |
| USA  | 5 februari 1988 | Single Remix Version | Radio (contemporary hit radio) | MCA       | [ 14 ] |